# León Dehon
El Padre León Dehon (n. La Capelle, 14 de marzo de 1843 - Bruselas, 12 de agosto de 1925) era un sacerdote francés, fundador de la Congregación de los Sacerdotes del Corazón de Jesús, más conocidos como Dehonianos. 

## Biografía
León Dehón nació en La Capelle, el 14 de marzo de 1843. Desde adolescente sintió la vocación sacerdotal, contrariando la voluntad de su padre. Obedeciendo a su padre cursó Derecho en París y aceptó el viaje que su padre le ofreció para que se olvidara de la idea de hacerse sacerdote. 
Durante 10 meses recorrió varias regiones, entre ellas Tierra Santa. Al final del viaje, León pidió entrar en el seminario de Santa Clara de Roma. En Roma hizo sus estudios de Teología y Derecho Canónico. El 19 de diciembre de 1868 fue ordenado sacerdote, con la presencia y aquiescencia de sus padres. Nombrado vicario parroquial de San Quintín, asumió la misión con entusiasmo y tomó iniciativas pastorales que abarcaban los más diversos sectores: oratorio, colegio, periódico, círculos de jóvenes, obreros. Sacerdote culto, espiritual y dinámico, Dehon tenía algo que lo inquietaba: después de un largo discernimiento, tomó la decisión de fundar la Congregación de los Sacerdotes del Corazón de Jesús el 28 de junio de 1878, día de su Primera Profesión. El fin de la Congregación será la devoción al Corazón de Jesús y la difusión de su Reino en los corazones y en la sociedad.
Su formación cultural y su sensibilidad le llevaron a trabajar sobre todo en el campo social y misionero, difundiendo el pensamiento social de la Iglesia por medio de conferencias, artículos, revistas, periódicos y libros, entre los que destaca el Manual Social Cristiano, y abriendo su Congregación a la acción misionera enviando muchos religiosos a tierras de América y África.
Murió en Bruselas, Bélgica el 12 de agosto de 1925.

## Breve Cronología del Padre Dehon
El Padre Dehon fue hombre de intensa actividad. Fueron muchas las iniciativas que emprendió a lo largo de su vida. Hombre de acción y profundamente espiritual. Presentamos las fechas más significativas.
INFANCIA
- 14 de marzo de 1843 – Nacimiento
- 24 de marzo de 1843 – Bautismo
- 4 de junio de 1854 - Primera Comunión
- 1 de junio de 1857 – Confirmación
- Navidad 1856 - Vocación
ESTUDIOS
- 16 de agosto de 1860 - Bachiller en Ciencias
- 2 de abril de 1864 - Doctor en Derecho civil
- 27 de junio de 1866 - Doctor en Filosofía
- 13 de junio de 1871 - Doctor en Teología
- 24 de julio de 1871 - Doctor en Derecho canónico
SEMINARIO EN ROMA
- 25 de octubre de 1865 – Entrada en el Seminario
- 19 de octubre de 1868 – Sacerdocio
- 1868 Estenógrafo en el Concilio Vaticano I
PARROQUIA DE SAN QUINTÍN – FRANCIA
- 16 de noviembre de 1871 – Coadjutor en S. Quintín ( en la Basílica)
- 2 de junio de 1872 – Capellán de las Siervas del Corazón de Jesús
- 23 de junio de 1872 – Patronato de S. José
- 23 de octubre de 1873 – Círculo Obrero Católico
- Diciembre de 1874 funda el periódico Le conservateur del’Aisne
- 24 de octubre de 1876 – Canónigo honorario
- 15 de agosto de 1877 – Colegio de S. Juan
SACERDOTE DEL CORAZÓN DE JESÚS
- 13 de julio de 1877 – Acto de fundación de los Oblatos del Corazón de Jesús
con la carta de Mons. Thibaudier, obispo de Soissons
- 16 de julio de 1877 – Comienzo del Noviciado
- 31 de julio de 1877 - Primeras Constituciones
- 28 de junio de 1878 - Fundación del Instituto con la Primera Profesión
- 1886 Publicación del Primer “Thesaurus” (libro de oración)
- 1889 Primer número de la revista “El Reino del Corazón de Jesús”
- 1889 Inicio de la Asociación Reparadora
- 1900 Suspende el compromiso de trabajo en el campo social
- 1910 Congreso Eucarístico de Montreal
- 14 de marzo de 1912 Publicación de sus “Souvenirs”
- 1914 – 1917 Retirado en S. Quintín durante la guerra
- 24 de diciembre de 1914 – Escribe su Testamento espiritual
- 1919 Última edición del Directorio espiritual
- 12 de agosto de 1925 Muere santamente en Bruselas.

## Actividad Literaria
El P. Dehon fue un escritor. Siempre creyó que el apostolado de la prensa es uno de los más excelentes y eficaces. Además de lo que escribió para su Congregación (Constituciones, Directorio espiritual, Circulares, Testamento espiritual, Recuerdos, Avisos y consejos) y sobre su experiencia personal ( Notes quotidiennes y Notes sur la Histoire de ma vie), nos ha dejado numerosos artículos para periódicos y revistas y una nutrida correspondencia, publicó además diversas obras sobre diversos materias.
OBRAS SOCIALES
- Manual social cristiano (1894)
- La usura en nuestro tiempo (1895)
- Orientaciones pontificias (1897)
- Nuestros congresos sociales (1897)
- Catecismo social (1898)
- Riqueza, bienestar y pobreza (1899)
- El plan de la masonería, o la clave de la Historia en los últimos cuarenta años (1908)
- La renovación social cristiana (conferencias en Roma) (1900)
-Fundó el Colegio Fary Luis de León
-Tiene una calle en el centro de Madrid(España)
-Fundó el (SCJ)Sagrado Corazón de Jesus.
OBRAS SOBRE EL CORAZÓN DE JESÚS
- Ejercicios espirituales con el Corazón de Jesús (1896)
- Vida de amor para con el Corazón de Jesús (1901)
- Mes del Corazón de Jesús (1903)
- Coronas de amor al Corazón de Jesús (1905)
- El corazón sacerdotal de Jesús (1907)
- Amor y reparación al Corazón de Jesús (1908)
- El año con el Corazón de Jesús (1909)
- Estudios sobre el Corazón de Jesús (1922).
OBRAS ESPIRITUALES
- Mes de María ( 1900)
- La vida interior: principios y prácticas (1919)
- La vida interior facilitada por los Ejercicios espirituales (1919)
- Un sacerdote el Corazón de Jesús, el P.Rasset (1920)
OBRAS DIVERSAS
- Sicilia, Calabria y África del Norte
- Más allá de los Pirineos
- Mil leguas por América del Sur
- Educación y enseñanza según el ideal cristiano
- Diario del Concilio Vaticano I